# Vindeballe
Vindeballe er en landsby på Ærø med 217 indbyggere  (2025). Vindeballe er beliggende i Tranderup Sogn midt på øen mellem Søby, Marstal og Ærøskøbing. Byen tilhører Ærø Kommune og er beliggende i Region Syddanmark. Tranderup, hvor Tranderup Kirke ligger, er sammenvokset med Vindeballe og udgør den sydlige del af byen.